# Kanton Lavit
Kanton Lavit (francouzsky Canton de Lavit) je francouzský kanton v departementu Tarn-et-Garonne v regionu Midi-Pyrénées. Tvoří ho 14 obcí.

## Obce kantonu
- Asques
- Balignac
- Castéra-Bouzet
- Gensac
- Gramont
- Lachapelle
- Lavit
- Mansonville
- Marsac
- Maumusson
- Montgaillard
- Poupas
- Puygaillard-de-Lomagne
- Saint-Jean-du-Bouzet